# Alice Simpson Pickering
Alice Simpson Pickering (1º gennaio 1860 – 18 febbraio 1939) è stata una tennista britannica.
Alice giocò al Torneo di Wimbledon dal 1895 al 1901. Nel 1896 vinse la competizione "all-comers", ma perse in finale nel "challenge round" contro Charlotte Cooper 2-6, 3-6. Raggiunse la finale della competizione "all-comers" anche l'anno successivo, ma questa volta perse da Blanche Bingley.
Nel 1896 vinse la competizione del doppio ai Campionati Irlandesi in coppia con Ruth Durlacher.